# Trajnostni turizem v Sloveniji
Trajnostni razvoj je razvoj, ki je v skladu s potrebami sedanje generacije, ne da bi pri tem ogrožal možnosti za zadovoljevanje potreb prihodnjih generacij […]. V osnovi je trajnostni razvoj proces sprememb, v katerem so smer investicij, izkoriščanje virov, orientacija tehnološkega razvoja in institucionalne spremembe v harmoniji in povečujejo tako sedanji kot prihodnji potencial za zadovoljevanje človekovih potreb in želja." : (Glasbergen in Cövers 1995, 22), je najpogosteje citirana definicija trajnostnega razvoja.
Po definiciji UNWTO, pa trajnostni turizem zaobjema vse vidike trajnostnega razvoja: okolijsko, družbeno, gospodarsko in podnebno področje delovanja. Trajnostni turizem je torej odgovorni turizem; takšen, ki spoštuje potrebe okolja in ljudi, ki tam živijo, kakor tudi lokalnega gospodarstva in obiskovalcev (UNWTO 2001, 9).

## Trajnostni (zeleni) turizem v Sloveniji
V Sloveniji izraz trajnostni turizem večkrat slišimo pod »zeleni turizem«, ki se nanaša na ekonomsko, družbeno-kulturno in okolijsko uspešnost turizma. Trajnostni turizem ima v praksi številne sopomenke. Kot primer so: zeleni turizem, eko - turizem, odgovorni turizem ali etični turizem. Nekateri avtorji pa tudi omenjajo izraz sonaravni turizem. STO zeleni turizem promovira kot sopomenko za trajnostni turizem, vendar je izraz zelen v praksi bolj sprejet. Izvorno se v poslovanju termin »zelen« nanaša na okolijske zadeve, vendar ga STO definira širše in sicer, da zaobjema vse poglede trajnostnega razvoja, ki temelji na štirih osnovnih principih United Nations World Tourism Organization ( znan po kratici UNWTO):  okolijski, družbeni, gospodarski in podnebni:
Gospodarski
Zagotoviti konkurenčnost in sposobnost preživetja turističnih destinacij in podjetij, da se bodo lahko še naprej razvijala in prinašala koristi na dolgi rok.
ˇˇ
Okolijski
Zmanjšati onesnaženost zraka, vode in zemlje ter količine  odpadkov ki jih ustvarjajo turistična podjetja, obiskovalci. Ohraniti in krepiti kakovost in značilnost pokrajine. Zavarovati in ohranjati naravo, rastline in živali.
ˇˇ
Družbeno – kulturni
Ohranjati in izboljševati kakovost življenja v lokalnih skupnostih. Krepiti in spoštovati kulturno in zgodovinsko dediščino, tradicijo in različnosti destinacije.
ˇˇ
Podnebni
V zadnjem obdobju se trem stebrom dodaja še vidik podnebnih sprememb - cilj je zmanjšati vplive turizma na podnebje in povečati prilagajanje turizma podnebnim spremembam.

Torej zeleni turizem še zdaleč ni omejen samo na naravno okolje. Zeleni turizem skrbi za ljudi in okolje, v katerem živijo ter lokalno gospodarstvo in obiskovalce. Svoje aktivnosti izvaja danes, vendar v skrbi za jutri.

### Podnebne spremembe so dejstvo…
Podnebne spremembe so dejstvo, zaradi katerih se spreminjajo potrošniki, njihove vrednote in vedenje. Zaradi naraščajočega tako imenovanega zelenega trga, se spreminja in prilagaja tudi ponudba (gospodarstvo, lokalne skupnosti, politika in predpisi ipd.). Vendar pa je na blaženje in prilagajanje podnebnim spremembam treba gledati kot na razvojni izziv, s katerim se določajo gospodarska in družbena merila za prihodnost, tako v smislu večje kakovosti življenja prebivalcev, kot v smislu uresničevanja trajnostnega razvoja države. K razvoju trajnostnega turizma sta se zavezali tako politika na evropski ravni kot tudi v Sloveniji. Z začetkom veljavnosti Lizbonske pogodbe (1. decembra 2009) je Evropska unija pridobila pristojnosti na področju turizma, da lahko podpira, usklajuje in dopolnjuje ukrepe držav članic na tem področju. Na podlagi teh pristojnosti je Evropska komisija 30. junija 2010 objavila dokument »Nov politični okvir za turizem v Evropi«, v katerem opredeljuje štiri prioritetna področja razvoja. Eden izmed teh je tudi »Spodbujanje razvoja trajnostnega, odgovornega in visoko kakovostnega turizma«. Trajnostni razvoj turizma v Sloveniji, kot eno izmed temeljnih načel, opredeljuje Zakon o spodbujanju razvoja turizma (Uradni list RS, št. 2/04) s tem pa ga kot temeljno načelo razvoja slovenskega turizma upošteva tudi aktualen strateški dokument za področje turizma na državni ravni - Razvojni načrt in usmeritve slovenskega turizma 2007-2011 (Ministrstvo za gospodarstvo, 2006).

## Politika in cilji zelenega trajnostnega turizma
Kot ugotavlja Mihaličeva (1995), z rastjo ekološke zavesti in zavedanja ekoloških problemov narašča tudi vloga države, v smislu zagotavljanja zaščite pred pretiranim oziroma neekološkim razvojem turizma.
Vlada Republike Slovenije (Ministerstvo za gospodarstvo, 2012) zeleni razvoj turizma uvršča med temeljne načela razvoja države. Posebej pa je zeleni razvoj turizma opredeljen tudi v Zakonu o spodbujanju razvoja turizma. Država lahko spodbuja investicije, skrbi za izobraževanje deležnikov na področju turizma ter oblikuje ustrezne delovne pogoje za razvoj turizma.

### Strateška vizija slovenskega turizma
V strategiji trajnostne rasti slovenskega turizma za obdobje 2017-2021 (Ministerstvo za gospodarski razvoj in tehnologijo, 2017). V ospredje postavlja vizijo, da bo Slovenija postala zelena, aktivna in zdrava destinacija za 5-zvezdična doživetja. Natančneje je vizija opredeljena tako:
Slovenija je globalna zelena butična destinacija za zahtevnega obiskovalca, ki išče raznolika in aktivna doživetja, notranji mir in osebne  koristi.
(ang.) »Slovenia is a green boutique global destination for demanding visitors, looking for diverse and outdoor experiences, peace and personal benefits.
Vizija slovenskega turizma je sestavljena iz več močnih in tržno usmerjenih ključnih elementov:
·        Zelena butična: Poudarek na slovenski zeleni izkušnji v vseh fazah potrošnikovega potovanja. Visoka kakovost doživetij za obiskovalce. Občutek butičnosti v času počitnikovanja v Sloveniji.
·        Globalna destinacija: Globalno prepoznavna turistična ponudba in doživetja. Visoka vrednost tržne znamke – državne in turistične. 
·        Za zahtevnega obiskovalca: Turisti z izbranim okusom – razpoznavnost edinstvenosti doživetij – zelena, aktivna, zdrava. Zahtevnejši gostje, ki iščejo raznolike in zadovoljujoče izkušnje, drugačne od masovnega turizma in netrajnostih konceptov.
·        Ki išče raznolika in aktivna doživetja: Raznolika doživetja: od pasivnega sproščanja, umirjenega raziskovanja, ogledovanja turističnih znamenitosti do aktivnih počitnic, adrenalinskih izzivov in premikanja osebnostnih meja.
·        Ki išče mir: Občutek notranjega miru in obujeno počitniško zadovoljstvo. Poudarek na mirnem okolju – dih jemajoči razgledi, kulise, ohranjena narava in kulturne lepote, gorski vrhovi, jezera, reke, obala ipd. Poudarek na varnem okolju.
·        Ki išče osebne koristi: S preživljanjem počitnic v Sloveniji obiskovalec občuti koristi na osebni ravni: zadovoljstvo, izpolnitev, samospoznanje, navdih, sprostitev, dobro počutje in učenje ter nova spoznanja.
Tako opredeljena vizija strmi k prinašanju raznolikosti Slovenije skozi izkušnje in doživetja, ki so svetovno konkurenčni in privlačni. Ker je Slovenija geografsko majhna, ampak vseeno izkustveno bogata država, mora sprejeti visoko vrednostno turistično filozofijo pri razvoju, predstavljanju in promociji turizma v prihodnosti, namesto konkuriranja na trgu z nizkimi stroški in filozofijo množičnega turizma.

### Strategija opredeljuje 6 ključnih politik
·        nova organiziranost: makro destinacije in turistični produkti,
·        institucionalni in pravni okvir,
·        namestitve, turistična infrastruktura in naložbe,
·        kadri v turizmu,
·        prostor, naravni in kulturni viri,
·        mala in srednje velika podjetja (MSP).

### Cilji zelenega razvoja turizma
Plut (2004) kot cilj zelenega razvoja navaja usmerjenost k ohranitvi naravnega (okolijskega) kapitala in hkrati trajno zasnovano delovanje gospodarstva in družbe kot celote ob upoštevanju socialne privlačnosti.
Inskeep (1991) med cilji zelenega razvoja turizma omenja: izboljšanje ekoloških in ekonomskih razmer, enakopraven razvoj, višjo kakovost življenja v državi gostiteljici, zadovoljstvo turistov ter vzdrževanje in skrb za ohranjanje kakovosti okolja.

## Model zelenega turizma
Zavest o ohranjanju okolja postaja vedno bolj prisotna v poslovanju podjetij. Ni dovolj, da podjetja razmišljajo samo o ekonomskem profitu, ampak jih razmere silijo, da gledajo širše in da so tudi ekološko uspešna. Kot piše Mihaličeva (2009) tradicionalen model, ki se omejuje samo na ekonomski profit, ni več zadosten. Sodobnejši model poslovanja poleg ekonomskega okolja vključuje tudi družbeno in naravno (ekološko) okolje. To pomeni, da je poleg same finančne uspešnosti za podjetje pomembno tudi, da vključuje aktivnosti, ki so povezane z naravnimi in kulturnim okoljem. Iz teh treh komponent tako dobimo novi model, ki ga lahko poimenujemo z več izrazi: zeleni (trajnostni) model poslovanja, ki poleg ekonomske uspešnosti zadovoljuje tradicionalne in okolijske in ekonomske vidike. Torej model trojnega poslovnega izida vključuje ekonomski razvoj, kakovost okolja in družbeno enakost. Vsi trije modeli v osnovi sledijo principu treh p-jev (profit, planet in prebivalstvo). Pri uvajanju novega modela trojnega poslovnega izida se hotelski sektor opira na nov etični kodeks, poveča aktivnost, ki vodijo k pridobitvi okolijskega certifikata, znaka ali standarda za okolje ter sodeluje v raznih strateških aktivnostih. Novi model trojnega poslovnega izida temelji na treh stebrih.

### Stebri zelenega razvoja turizma
Zeleni (trajnostni) razvoj turizma izhaja iz treh stebrov: ekonomskega, socialno-kulturnega in ekološkega (United Nations World Tourism Organization, 2005). Mihaličeva (2006) navaja, da na podlagi teh stebrov trajnostni turistični razvoj zagotavlja uporabo naravnega okolja hkrati z vzdrževanjem ekoloških procesov in ob tem skrbi za varovanje naravnih virov. Poleg tega se prilagaja lokalni kulturi, varuje kulturno dediščino, spoštuje tradicionalne vrednote in vzdržuje mir in razumevanje med različnimi kulturami. Prav tako pa zagotavlja ekonomsko uspešnost poslovanja (zaposlenost, dohodke, socialne storitve za lokalno prebivalstvo ter pripomore k odpravljanju revščine).
Poleg medsebojne povezanosti teh treh stebrov je potrebno izpolniti še tri pogoje, k razlagi dodaja UNWTO (2005). Prvi pogoj je zadovoljiti obiskovalce, drugi je izobraževanje zaposlenih in tretji pogoj je potreba po doseganju politične moči in partnerstva.

#### Ekonomsko-okoljske interakcije:
na zgornji sliki prikazuje:
·        Puščica št. 1 in pomeni, da je poraba energijskih in drugih naravnih virov ter proizvajanje in ravnanje z odpadki vključeno v gospodarski razvoj. Učinki, ki jih ima gospodarski razvoj na okolje, so odvisni od oblik in vzorcev proizvodnje, potrošniških navad ter obnašanja podjetij in vlade. Gospodarstvo lahko zaščiti okolje z vlaganjem v programe za zaščito okolja in z uvajanjem okolju prijazne tehnologije ter proizvodnjo okolju neškodljivih proizvodov in storitev.
·        Puščica št. 2 prikazuje obratno sliko, torej kako naravno okolje oskrbuje gospodarstvo z razpoložljivimi naravnimi viri. Spremembe v okolju (obseg in kakovost) imajo velik vpliv na tiste panoge, katerih delovanje je neposredno odvisno od naravnega okolja (kmetijstvo, gozdarstvo, turizem...) (Organization for Economic CO-operation and Development, 2000).

#### Socialno-okoljske interakcije:
so označene s puščicama št. 3 in št. 4:
·        Puščica št.3 prikazuje degradiranje okolja, ki ima številne negativne socialne učinke, predvsem zaradi vpliva na zdravje ter posledično tudi višjih stroškov. Socialni učinki so velikokrat neenakomerno razdeljeni med posamezne socialne skupine in niso pravilno upoštevani pri načrtovanju politik. Bistveno vprašanje predvsem v državah, kjer je opazno urbano pomanjkanje, se nanaša prav na zagotavljanje enakovrednega dostopa do naravnih dobrin. Oblikovanje okolijske politike ob upoštevanju davkov, subvencij in cen ima lahko stranske učinke, ki lahko posredno ali pa neposredno vplivajo na zaposlovanje.
·        Puščica št.4 prikazuje vpliv socialnih razmer in obnašanja v družbi na oblikovanje okolijske politike. Hitra rast števila prebivalcev in demografske spremembe (staranje, selitve med in v državi...) imajo lahko zelo pomembne posledice za okolje. Poleg družbenih organizacij in zakonodaje, pomembno vlogo za okolje predstavljajo tudi vzgoja in izobraževanje, zavest ter obnašanje potrošnikov. Kot pogoj za trajnostni razvoj so navedene tudi okolijske informacije, njihova razpoložljivost in dostopnost, javno-zasebna partnerstva, možnost participacije in dostop do sodišč (OECD, 2000).

#### Ekonomsko-socialne interakcije:
·        Številni socialni faktorji so gonilna sila ekonomske rasti in z njo povezanih trendov in vzorcev (obnašanje potrošnikov, vzorci gospodinjstev, čas za oddih, razpoložljivi dohodek, število gospodinjstev). Družbene politike so v tesni povezavi z ekonomskim trgom in njegovimi procesi. Ta interakcija je prikazana s puščico št. 5.
·        Puščica št. 6 pa kaže vpliv ekonomskih procesov na družbo, ker le-ti omogočajo večje ekonomske koristi, tako posameznikom kot tudi celotni skupnosti (OECD, 2000).

## Znaki za okolje in kakovost

### Kakovost okolja
Vidik kakovosti okolja je izredno pomemben v vseh oblikah turizma (Bizjak, 2001). Kot še dodaja avtorica, je ključnega pomena za turizem ocena po splošnih indikatorjih kakovosti okolja. Ti indikatorji so kakovost voda in zraka, značilnost rastlinstva, živalstva in podnebja, onesnaženost okolja in podobno. Zaradi uspešnosti turizma je potrebna ocena vplivov turizma na naravo in človekovo ali turistično okolje, po kateri povprašujejo tako turisti, kot tudi turistični kraji ter ponudniki turističnih storitev. Nobenega dvoma ni, da turizem še dodatno obremenjuje okolje, toda ravno zato v ospredje vedno bolj prihajajo kakovostne oblike turizma, ki prispevajo k urejenosti in vzdrževanju ter izboljšanju turističnega okolja. Tudi turistične organizacije se zavzemajo za pridobitev znaka za okolje ali standarda za kakovost. Ponudniki turističnih storitev si prizadevajo, da bi pridobili ugled in s tem, ko bi postali visokokakovostni ponudniki ali destinacije, bi to povečalo povpraševanje. Nekatere organizacije si ugled pridobijo z uvajanjem posebnega nadzora (okolijski management), s katerim skušajo blažiti ali celo odpraviti negativne vplive turizma na okolje. Na Ministrstvu za gospodarstvo pojasnjujejo, da znak za okolje v očeh uporabnika predstavlja potrditev, da imetnik znaka ravna v skladu z varovanjem okolja, obenem pa predstavlja tudi dodano vrednost proizvodov ali storitev, ki jih neka destinacija ponuja. S tem, ko neka destinacija pridobi znak za okolje, pridobi uradno potrditev, da deluje v skladu z varovanjem okolja. Znak EU za okolje ima številne prednosti. Znak za okolje predstavlja visoko kakovost in je sredstvo, ki turistom pokaže trud lastnika okolijskega znaka za ohranjanje okolja. Prav tako lahko pripomore k nižanju stroškov (varčevanje z vodo, energijo), ukrepi pa lahko odkrijejo ekonomske in ekološke pomanjkljivosti v podjetju. Podjetja z znakom za okolje pri gradnji uporabljajo naravne materiale in se izogibajo uporabi kemikalij. S pomočjo znaka za okolje lahko podjetje bolj uspešno tržno komunicira, ker v očeh turista pomeni neko dodano vrednost (Program ekološke ureditve in posodobitve slovenskih hotelov, 2006).

### EU Marjetica
EU Marjetica je znak za okolje EU za turistične namestitve (The European Eco-label for tourist accommodation service). Zanj se uporablja tudi izraz okolijska marjetica (STO). Od leta 2003 je uradni znak Evropske unije, ki ga podeljujejo okolju prijaznim nastanitvenim obratom. Je eden najprepoznavnejših okolijskih znakov, ki ga je kot uradnega sprejela tudi Slovenija. Podjetja, ki imajo EU Marjetico, so usmerjeni k nižjemu onesnaževanju zraka in okolice, ponujajo ekološko pridelano hrano ter varčujejo z rabo energije. Koristi EU Marjetice so, da simbolizira visoko kakovost in varstvo okolja, izpolnjuje pričakovanja gostov, daje občutek ugodja tako gostom, kot tudi zaposlenim, je simbol za ekološko učinkovitost ter je velika pomoč pri trženju. Kriteriji pridobitve EU Marjetice so razporejeni v sedem kategorij (energija, voda, čistilna sredstva in sredstva za razkuževanje, nevarne kemikalije, odpadki, druge storitve, splošno upravljanje). Da podjetje pridobi znak, mora ustrezati 37-im obveznim kriterijem. Znak EU Marjetica se podeljuje tako hotelom, penzionom, planinskim kočam, zasebnim oddajalcem sob, turističnim kmetijam in tudi kampom (Okolijski znak EU Marjetica, 2020).

### ISO 14001
ISO 14001 je mednarodni standard, ki zajema ravnanje z okoljem v smislu upoštevanja okolijskih vidikov tako za storitvene, kot tudi za proizvodne dejavnosti. Standard je mednarodno priznan. Je orodje, ki ga organizacije uporabljajo kot odgovor na izzive, ki jih njihove dejavnosti predstavljajo za okolje. Standard zahteva izpolnjevanje zakonsko določenih zahtev, preprečuje onesnaževanje okolja in skrbi za optimalno izkoriščanje virov. Standard ISO 14001 predstavlja podlago za poenotenje poslovanja in oskrbovalnih verig, nudi tehnično podporo zakonodaji ter novim podjetjem poenostavi priključitev v poslovne procese. Standard ne predstavlja nobenih meril, v kolikšni meri se mora odnos neke organizacije do okolja izboljšati, pomembno je le, da skrb za okolje postane stalnica v poslovanju. Pogoj za pridobitev standarda je zadostitev vsem zakonsko predpisanim zahtevam. Osnovna načela standarda pravijo, da mora organizacija postaviti takšno politiko do okolja, ki ji bo ustrezala in bo izvedljiva, v fazi načrtovanja mora organizacija postaviti cilje in oblikovati programe, da bo le-te lahko dosegla, razviti mora ustrezne podporne instrumente, s katerimi bo lažje dosegla cilje. Pomembno je tudi, da organizacija spremlja in meri učinke izvajanja sistema ravnanja z okoljem in na podlagi tega predlaga izboljšave in nadaljnje ukrepe. Namen standarda je zmanjšati negativne učinke na okolje. Organizacije s tem, ko si pridobijo standard, dosegajo številne koristi tako večjo skladnost z zakonskimi zahtevami, kot tudi v skladu z organizacijsko učinkovitostjo (manjše količine odpadkov) (ISO 14001).

### Etični kodeks UNWTO
Leta 1999 so na zasedanju skupščine v Santiagu (Čile) sprejeli globalni Etični kodeks v turizmu. Kodeks je usmerjen v boj proti diskriminaciji in približanju turizma ljudem, ki so gibalno omejeni. Ozadje globalnega Etičnega kodeksa v turizmu predstavlja sklop načel, katerih namen je usmerjati vse udeležence (vlada, lokalne skupnosti, strokovnjaki s področja turizma in ne nazadnje tudi tako tuje, kot tudi domače goste) k razvoju turizma. Kodeks predstavlja referenčni okvir za odgovoren in trajnosten razvoj turizma v svetu ter je usmerjen k zmanjševanju negativnih vplivov na okolje in kulturno dediščino ter povečanju koristi za lokalne prebivalce. Dokument ni pravno zavezujoč, torej je upoštevanje načel globalnega etičnega kodeksa prostovoljno. Sestavljen je iz desetih členov (UNWTO, 1999):
1. člen Prispevek turizma k skupnemu razumevanju in spoštovanju med ljudmi in narodi.
2. člen Turizem kot sredstvo za individualno in skupno izpolnitev.
3. člen Turizem kot dejavnik trajnostnega razvoja.
4. člen Turizem kot dejavnost, ki uporablja kulturno dediščino človeštva in sodeluje pri njeni izboljšavi.
5. člen Turizem kot dobičkonosna dejavnost za države in skupnosti.
6. člen Obveznosti udeležencev pri razvoju turizma.
7. člen Pravica do turizma.
8. člen Svoboda do turističnega gibanja.
9. člen Pravice delavcev in podjetnikov v turistični industriji.
10. člen Izvrševanje načel Etičnega kodeksa v turizmu.

## Vpliv turizma na okolje
Turizem ima negativne in pozitivne posledice na naravno, socio-kulturno in ekonomsko okolje. Mihaličeva (2006) je mnenja, da je odnos med turizmom in njegovim okoljem dvojen. Velik del okolja je privlačen za turistične aktivnosti, na drugi strani pa z izvajanjem turistične aktivnosti vplivamo na okolje. Posledice, ki pri tem nastanejo, so lahko koristne ali pa škodljive za okolje. Med pozitivne ekonomske posledice turizma se uvrščajo: zaslužki iz naslova turizma, večanje prihodkov v državno blagajno, zaposlitev ter razvoj infrastrukture in zaslužek od turizma, ki je namenjen lokalnem prebivalstvu. Odtekanje (kolikšen del turistične potrošnje dejansko preide v korist lokalnih prebivalcev), visoki stroški infrastrukture, učinek inflacije in nevarnosti zaradi prevelike odvisnosti od samo ene dejavnosti, pa so negativne ekonomske posledice turizma na okolje. Večjo pozornost v nadaljevanju namenjam vplivu turizma na ekološko okolje. Ekološko okolje poleg ekološke problematike zajema tudi kulturno in socialno okolje.

## Koristi trajnostnega poslovanja v Sloveniji
1. Večja privlačnost za investitorje:
trajnostno usmerjena podjetja so bolj privlačna za investitorje zaradi manjše stopnje tveganja investicij.
2. Finančni prihranki:
podjetja in destinacije, ki se usmerjajo v zeleni turizem, znižujejo stroške zaradi učinkovite rabe energije ter rabe obnovljivih virov energije.
3. Bolj kakovostni in motivirani kadri:
podjetja z družbeno sprejemljivo filozofijo, katere bistvo je v vedno večji skrbi za naravno in družbeno okolje, kakovost življenja ter zadovoljstvo zaposlenih, so sposobna uspešneje pritegniti, motivirati in zadržati kakovostno delovno silo.
4. Boljša pripravljenost na zakonodajo:
trajnostno usmerjena podjetja bodo bolje pripravljena na prihodnje zakonske predpise s področja okolja, hkrati pa bodo učinkoviteje pripravljena na razne predpise na nivoju države in Evropske unije. Okolijsko certificirani2 ponudniki bodo imeli prednost na razpisih za sofinanciranje.
5. Bolj kakovostna izkušnja gosta in večja lojalnost:
zeleni turistični organizatorji potovanj, hoteli in drugi ponudniki ter destinacije s trajnostnim pristopom razvijajo bolj kakovosten produkt. Prizadevajo si za bolj poglobljeno izkušnjo gosta, kar vodi v večje zadovoljstvo le teh kakor tudi večji delež stalnih gostov.
6. Sposobnost pritegniti zahtevnejše segmente:
zeleni produkt ne pomeni vedno višje cene, vendar pa z zelenim konceptom zagotovo učinkoviteje in uspešneje nagovarjamo zahtevnejše segmente, hkrati pa imamo več možnosti in prostora za ustvarjanje višje cene.
7. Večji ugled:
turistična podjetja, ki so razvila trajnostne prakse in jih verificirala z okolijskimi shemami, dosegajo večjo prepoznavnost in ugled (STO 2010, 6).